# Ram (album)
Ram – drugi solowy album studyjny Paula McCartneya, wydany w 1971 roku. Album sygnowany był jako „Paul McCartney & Linda McCartney”, gdyż Linda jest współautorem niektórych piosenek oraz brała udział w nagrywaniu muzyki. Była to także swoista odpowiedź Paula na poczynania Johna Lennona, który zaangażował się w wiele projektów wraz z żoną (Yoko Ono).

## Okoliczności powstania i charakterystyka albumu
Gdy tylko płyta McCartney się ukazała, odniosła bardzo duży sukces. Tymczasem Paul wraz z żoną udali się na długie wakacje i spędzili dużo czasu na swojej farmie w Szkocji. Był to okres, w którym Paul, z udziałem Lindy, komponował nowe piosenki na przyszły album. Zdecydowali jednak, że zmienią miejsce nagrywania piosenek i jesienią wylecieli do Nowego Jorku. Tam odbył się casting, który wyłonił przyszły zespół: Denny Seiwell – perkusja, Dave Spinozza – gitara Hugh McCracken – gitara. Pomimo tego, że projekt był wspólny głos Lindy stanowił jedynie tło dla głosu Paula. Sesje były bardzo owocne. Jedną z piosenek powstałą podczas tych sesji była Dear Friend, która została zamieszczona na następnym albumie Wild Life będącym debiutem grupy Wings.
Na początku 1971 roku projekt został skończony wraz z singlem z piosenkami nie wydanymi na albumie Another Day/Oh Woman, Oh Why. Był to pierwszy singel od czasów rozpadu The Beatles. W maju Ram został wydany. Album jest utrzymany w atmosferze pewności siebie i świetnego nastroju. Warto podkreślić, że Paul cały czas czuł ból po rozpadzie The Beatles. W związku z tym uznał za stosowne umieścić parę subtelnych kpin wobec Johna Lennona. Można to usłyszeć szczególnie w piosence Too Many People. John odebrał to jako atak na swoją osobę. Także piosenka Dear Boy, w której Paul wylicza co stracił po odejściu z zespołu, oraz piosenka The Back Seat Of My Car, a szczególnie tekst: Wierzymy, że nie możemy się mylić, miały być zaczepką w stronę Lennona i Yoko. Warto podkreślić, że według Paula piosenka Dear Boy była nagrywana z myślą o pierwszym mężu Lindy, a nie o Lennonie. Na odpowiedź ze strony Johna nie trzeba było długo czekać, bo na albumie Imagine  zamieszczono piosenkę How Do You Sleep?.
Wiążąc wielkie nadzieje z albumem McCartneyowie byli zdruzgotani chłodnym przyjęciem Ram przez krytykę, której album się nie spodobał. To przykre odczucie było jednak „zmywane” przez falę komercyjnego sukcesu Ram. Album osiągnął 1. miejsce w Wielkiej Brytanii i 2. w USA, gdzie spędził ponad 5 tygodni w Top 10 i uzyskał status platynowej płyty. Jednak ciągłe szorstkie recenzje w prasie zaszokowały Paula. Do tego stopnia, że zaczął rozważać założenie w to lato zespołu, którego byłby liderem.
Z perspektywy czasu możemy dojść do wniosku, że reputacja Paula jako osoby, która oficjalnie rozwiązała The Beatles, została znacznie osłabiona. Wobec tego większość z jego projektów niesłusznie otrzymywała bardzo nieprzychylne recenzje. Sytuacja zmieniła się dopiero po wydaniu albumu Band on the Run w 1973 roku. Jednakże pomimo wcześniejszej krytyki, Ram został doceniony w późniejszych latach i wypracował sobie miano jednego z najlepszych albumów w historii muzyki.

## Lista utworów
Wszystkie piosenki napisane przez McCartneya i Lindę McCartney (prócz wyróżnionych w nawiasach)

### Edycja oryginalna
1. Too Many People – 4:10 (Paul McCartney)
  - jedna z piosenek, która została odebrana przez Johna Lennona jako atak na jego osobę
2. 3 Legs – 2:48 (Paul McCartney)
3. Ram On – 2:28 (Paul McCartney)
4. Dear Boy – 2:13
  - jedna z piosenek, która została odebrana przez Johna Lennona jako atak na jego osobę
5. Uncle Albert/Admiral Halsey – 4:55
  - jeden z wujków Paula nazywał się Albert
6. Smile Away – 3:53 (Paul McCartney)
7. Heart Of The Country – 2:22
8. Monkberry Moon Delight – 5:22
9. Eat at Home – 3:20
10. Long Haired Lady – 6:05
11. Ram On – 0:55 (Paul McCartney)
  - zawiera zaimprowizowaną wersję piosenki Big Barn Bed, która ostatecznie trafiła na następny album Red Rose Speedway
12. Back Seat of My Car – 4:28 (Paul McCartney)
  - jedna z piosenek, która została odebrana przez Lennona jako atak na jego osobę

### Edycja zremasterowana
W 1993 roku Ram został zremasterowany i wydany na nośniku CD jako część serii The Paul McCartney Collection. Jako bonusy dodano dwa przeboje Another Day i Oh Woman, Oh Why
1. Too Many People – 4:10 (Paul McCartney)
  - jedna z piosenek, która została odebrana przez Johna Lennona jako atak na jego osobę
2. 3 Legs – 2:48 (Paul McCartney)
3. Ram On – 2:28 (Paul McCartney)
4. Dear Boy – 2:13
  - jedna z piosenek, która została odebrana przez Johna Lennona jako atak na jego osobę
5. Uncle Albert/Admiral Halsey – 4:55
  - jeden z wujków Paula nazywał się Albert
6. Smile Away – 3:53 (Paul McCartney)
7. Heart Of The Country – 2:22
8. Monkberry Moon Delight – 5:22
9. Eat at Home – 3:20
10. Long Haired Lady – 6:05
11. Ram On – 0:55 (Paul McCartney)
  - zawiera zaimprowizowaną wersję piosenki Big Barn Bed, która ostatecznie trafiła na następny album Red Rose Speedway
12. Back Seat of My Car – 4:28 (Paul McCartney)
  - jedna z piosenek, która została odebrana przez Johna Lennona jako atak na jego osobę
13. Another Day (bonus) – 3:44
14. Oh Woman, Oh Why (bonus) – 4:34 (Paul McCartney)

## Nagrody oraz pozycja na listach przebojów
Kolorem pomarańczowym zaznaczono singel niealbumowy.

Kolorem błękitnym zaznaczono singel niealbumowy, ale przynajmniej jedną ze stron zamieszczono już na reedycjach.
Single
| Data wydania                                  | strona A                    | strona B             | UK Lista    | US Lista             | Certyfikat       |
| --------------------------------------------- | --------------------------- | -------------------- | ----------- | -------------------- | ---------------- |
| (UK) 19 lutego 1971 r. (US) 22 lutego 1971 r. | Another Day                 | Oh Woman, Oh Why     | 2 (10 tyg.) | 5 (12 tyg.)          | X                |
| (Niemcy) sierpień 1971 r.                     | Eat At Home                 | Smile Away           | X           | X                    | X                |
| (US) 2 sierpnia 1971 r.                       | Uncle Albert-Admiral Halsey | Too Many People      | X           | 1 (1 tyg.) (13 tyg.) | (US) złota płyta |
| (UK) 13 sierpnia 1971 r.                      | The Back Seat Of My Car     | Heart Of The Country | 39 (5 tyg.) | X                    | X                |

Album
| Data wydania    | nazwa albumu | UK Lista             | US Lista    | Certyfikat           |
| --------------- | ------------ | -------------------- | ----------- | -------------------- |
| 28 maja 1971 r. | Ram          | 1 (2 tyg.) (24 tyg.) | 2 (37 tyg.) | (US) platynowa płyta |

Album Ram doszedł do 1. miejsca w Wielkiej Brytanii i do 2. miejsca w USA. Płyta osiągnęła status platynowej płyty. Pierwszy promujący nowy album singel z piosenkami nie wydanymi na albumie „Another Day” doszedł do 1. miejsca na brytyjskich listach przebojów i do 5. miejsca w USA. Piosenka „Uncle Albert – Admiral Halsey” doszła do 1. miejsca w USA. Natomiast singel „Back Seat of My Car” zaledwie do 39. miejsca w Wielkiej Brytanii.
- Piosenka „Uncle Albert – Admiral Halsey” wygrała nagrodę Grammy w kategorii: „Best Instrumental Arrangement Accompanying Vocalist(s)/Best Background Arrangement”.

## Wideografia
Teledyski:
- 3 Legs
- Heart Of The Country

## Twórcy
- Paul McCartney – śpiew, gitara akustyczna, gitara basowa, pianino, keyboard
- Linda McCartney – śpiew, keyboard
- Dave Spinoza – gitary
- Hugh McCracken – gitary
- Denny Seiwell – perkusja